# Walter Pater
Walter Horatio Pater, född 4 augusti 1839 i Stepney, London, död 30 juli 1894 i Oxford, Oxfordshire, var en brittisk författare och konstkritiker.

## Biografi
Pater var son till en läkare som hade flyttat till London i början av 1800-talet för att utöva läkaryrket bland de fattiga. Han dog medan Walter var ett spädbarn och familjen flyttade till Enfield i London. År 1853 skickades han till The King's School, Canterbury, där skönheten i domkyrkan gjorde ett intryck som skulle stanna hos honom hela hans liv. Han var fjorton år när hans mor, Maria Pater, dog 1854. Som skolpojke läste Pater John Ruskins Modern Painters, som hjälpte till att inspirera hans livslånga attraktion för studiet av konst och gav honom smak för väl utformad prosa.
År 1858 fortsatte han till Queens College, Oxford. Som ett grundutbildningsprogram läste Pater litterära och filosofiska texter utöver de föreskrivna texterna. Gustave Flaubert, Théophile Gautier, Charles Baudelaire och Algernon Swinburne var bland hans tidiga favoriter. Efter examen stannade han i Oxford och undervisade om klassiker och filosofi för privata studenter. Hans år av studier och läsning hade nu givit utdelning; han erbjöds 1864 en anställning vid Brasenose i kraft av sin förmåga att undervisa om modern tysk filosofi, och slog sig ned till en universitetskarriär.

### Författarskap
Pater offentliggjorde från 1866 i Westminster Review med flera tidskrifter ett antal konst- och litteraturhistoriska artiklar, efter en resa i Italien 1869 främst från renässansens kulturvärld, som han 1873 utgav under titeln Studies in the history of the renaissance (nya och förändrade utgåvor 1877 och 1888). Bland Paters övriga arbeten märks Marius the Epicurean (1885, en psykologisk roman från Marcus Aurelius tid), Imaginary Portraits (1887, filosofiska noveller) samt fyra essäsamlingar. Han hämtade sin filosofiska inspiration från försokratikerna och Epikuros, och kopplade dessa med samtidens evolutionsteoretiker, och kan anse som den rent esteticistiska livsuppfattning, som i Storbritannien fick genomslag hos författare som John Addington Symonds, Coventry Patmore, Oscar Wilde och George Moore. Hans Collected Works utgavs i 10 band 1919–1921.